# (10707) Prunariu
(10707) Prunariu est un astéroïde de la ceinture principale.

## Description
(10707) Prunariu est un astéroïde de la ceinture principale. Il fut découvert le 24 octobre 1981 à l'observatoire Palomar par Schelte J. Bus. Il présente une orbite caractérisée par un demi-grand axe de 2,43 UA, une excentricité de 0,23 et une inclinaison de 7,1° par rapport à l'écliptique.